# Bischoffsheim (Francia)
Bischoffsheim (Bischofsheim im Elsass in tedesco, Bische in alsaziano) è un comune francese di 3 337 abitanti situato nel dipartimento del Basso Reno nella regione del Grand Est.

## Società

### Evoluzione demografica
Abitanti censiti